# Liu Mingzu
Liu Mingzu (chino 刘明祖; pinyin Liú Míngzǔ. Weihai, provincia de Shandong, septiembre de 1936 - Weihai, provincia de Shandong, 28 de diciembre de 2022) fue un político chino del Partido Comunista de China (PCCh) que fue, entre otras cosas, secretario del Comité del Partido del PCCh de la Región Autónoma de Mongolia Interior entre 1994 y 2001.

## Biografía
Liu Mingzu, miembre del pueblo han, se afilió al PCCh en 1959 y, tras graduarse en la escuela secundaria, fue subdirector de la Oficina del Comité Municipal de Weihai del PCCh entre 1960 y 1967, así como vicesecretario de este comité del partido. Al final de la Revolución Cultural, fue nombrado secretario del Comité Municipal de Weihai del PCCh en 1974, cargo que ocupó hasta 1979. Posteriormente, fue secretario del Comité del Partido del PCCh de la ciudad-condado de Rushan, de 1979 a 1982, y vicesecretario del Comité del Partido de la ciudad-prefectura de Yantai, de 1982 a 1983. Tras graduarse en la Escuela del Partido de la provincia de Shandong entre 1983 y 1986, fue secretario del Comité del Partido del municipio de Linyi de 1986 a 1988. A continuación, fue vicesecretario del Comité del Partido Comunista Chino de la Región Autónoma Zhuang de Guangxi de 1988 a 1994, sustituyendo a los entonces secretarios de este comité regional, Chen Huiguang (1988 a 1990) y Zhao Fulin (1990 a 1994) respectivamente. En el XIV Congreso Nacional del Partido Comunista de China, celebrado en octubre de 1992, se convirtió en candidato al Comité Central del Partido Comunista de China (CC del PCCh), cargo que ocupó hasta septiembre de 1997, periodo durante el cual también fue presidente del Congreso Popular de la Región Autónoma de Guangxi entre 1993 y 1995.
Liu fue diputado de la Asamblea Popular Nacional en la octava y novena legislaturas, entre 1993 y 2003. En agosto de 1994, sucedió a Wang Qun como Secretario del Comité del Partido del PCCh de la Región Autónoma de Mongolia Interior y ocupó este cargo hasta el 4 de diciembre de 2001, cuando fue sustituido por Chu Bo. Al mismo tiempo, ocupó el cargo de presidente del Congreso Popular de esta región autónoma entre 1997 y 1999. En el XV Congreso del Partido, celebrado en septiembre de 1997, se convirtió también en miembro del Comité Central del PCCh y formó parte de este órgano dirigente hasta noviembre de 2002. Durante la novena legislatura de la Asamblea Popular Nacional, fue vicepresidente de la Comisión de Asuntos Étnicos entre 1998 y 2003 y, en la siguiente décima legislatura, sucedió a Gao Dezhan como presidente de la Comisión de Agricultura y Asuntos Rurales entre marzo de 2003 y su sustitución por Wang Yunlong en marzo de 2008. Después de este mandato, dejó la política para siempre.
Murió el 28 de diciembre de 2022 a los 86 años en su ciudad natal, Weihai, tras una larga enfermedad.